# Akureyrarkirkja
La Akureyrarkirkja (in italiano: chiesa di Akureyri) è una chiesa della Thjodkirkja ("Chiesa nazionale" luterana islandese) situata nella città di Akureyri, in Islanda. La chiesa è stata costruita tra il 1940 e il 1941 su progetto dell'architetto islandese Guðjón Samúelsson.

## Descrizione

### Architettura
La chiesa è uno dei capolavori del cosiddetto «stile "basaltico" nazionale islandese» elaborato dal primo (e più importante) architetto islandese Guðjón Samúelsson, che aveva progettato anche la Hallgrímskirkja di Reykjavík.
Nella Akureyrarkirkja la tradizione architettonica europea (stile romanico) è abilmente armonizzata con il motivo del basalto colonnare, tipico della natura islandese.
Accanto all'altare si trovano un gruppo scultoreo con angelo e fonte battesimale (in marmo di Carrara) scolpito a Firenze nel '900 copia fedele di un'originale dell'artista islandese-danese Bertel Thorvaldsen, mentre dal soffitto pende un modellino di una nave che rievoca la tradizione (presente al nord come in area mediterranea) delle offerte votive alle divinità affinché proteggano le persone uscite in mare. La vetrata centrale del presbiterio proviene dalla cattedrale di Coventry, in Inghilterra, rasa al suolo durante i bombardamenti della seconda Guerra mondiale (la vetrata fu messa in salvo e poi venduta in Islanda). All'interno della chiesa sono presenti anche dei bassorilievi del più grande scultore islandese contemporaneo: Ásmundur Sveinsson.

### Organi a canne

#### Organo maggiore
Sulla cantoria in controfacciata, si trova l'organo a canne principale della chiesa, costruito nel 1961 dalla ditta organaria Steinmeyer & Co e ricostruito nel 1995 dalla P. Bruhn & Søn Orgelbyggeri.
Lo strumento, a trasmissione mista, meccanica per i manuali e il pedale, elettrica per i registri e le combinazioni, ha tre tastiere di 58 note ciascuna ed una pedaliera di 30. La sua disposizione fonica è la seguente:
| Prima tastiera - Aðalverk |        |
| Bourdon                   | 16'    |
| Prinzipal                 | 8'     |
| Koppel                    | 8'     |
| Flûte harmonique          | 4'     |
| Oktave                    | 4'     |
| Kleingedeckt              | 4'     |
| Quinte                    | 2.2/3' |
| Superoktave               | 2'     |
| Mixtur                    | IV     |
| Cymbel                    | III    |
| Trompete                  | 16'    |
| Trompete                  | 8'     |
| Trompete                  | 4'     |

| Seconda tastiera - Jákvæðverk |        |
| Gedakt                        | 8'     |
| Quintade                      | 8'     |
| Prinzipal                     | 4'     |
| Koppelflöte                   | 4'     |
| Oktave                        | 2'     |
| Sesquialtera                  | II     |
| Quinte                        | 1.1/3' |
| Scharf                        | IV     |
| Rohrschalmei                  | 8'     |
| Voix humaine                  | 8'     |
| Tremulant                     |        |

| Terza tastiera - Svelliverk |        |
| Gedackt                     | 16'    |
| Holzprinzipal               | 8'     |
| Salicional                  | 8'     |
| Voix celeste                | 8'     |
| Flöte                       | 8'     |
| Flûte octaviante            | 4'     |
| Gemshorn                    | 4'     |
| Schwiegel                   | 2'     |
| Nasat                       | 2.2/3' |
| Terz                        | 1.3/5' |
| Oktävlein                   | 1'     |
| Plein Jeu                   | V      |
| Fagott                      | 16'    |
| Trompette harmonique        | 8'     |
| Oboe                        | 8'     |
| Schalmei                    | 4'     |
| Tremulant                   |        |

| Fótspil     |     |
| Prinzipal   | 16' |
| Subbaß      | 16' |
| Bourdonbaß  | 16' |
| Oktavbaß    | 8'  |
| Flötbaß     | 8'  |
| Nachthorn   | 4'  |
| Rohrgedeckt | 2'  |
| Mixtur      | IV  |
| Posaune     | 16' |
| Trompete    | 8'  |
| Clarine     | 4'  |

#### Organo corale
Alla destra dell'abside, si trova un organo positivo costruito nel 1988 da Björgvin Tómasson. Lo strumento, a trasmissione meccanica, ha un unico manuale senza pedaliera. La sua disposizione fonica è la seguente:
| Hljómborð   |        |
| Gedactk     | 8'     |
| Rörflauta   | 4'     |
| Prinzipal   | 2'     |
| Quinte      | 1.1/3' |
| Sesquialter | II     |

## Galleria fotografia

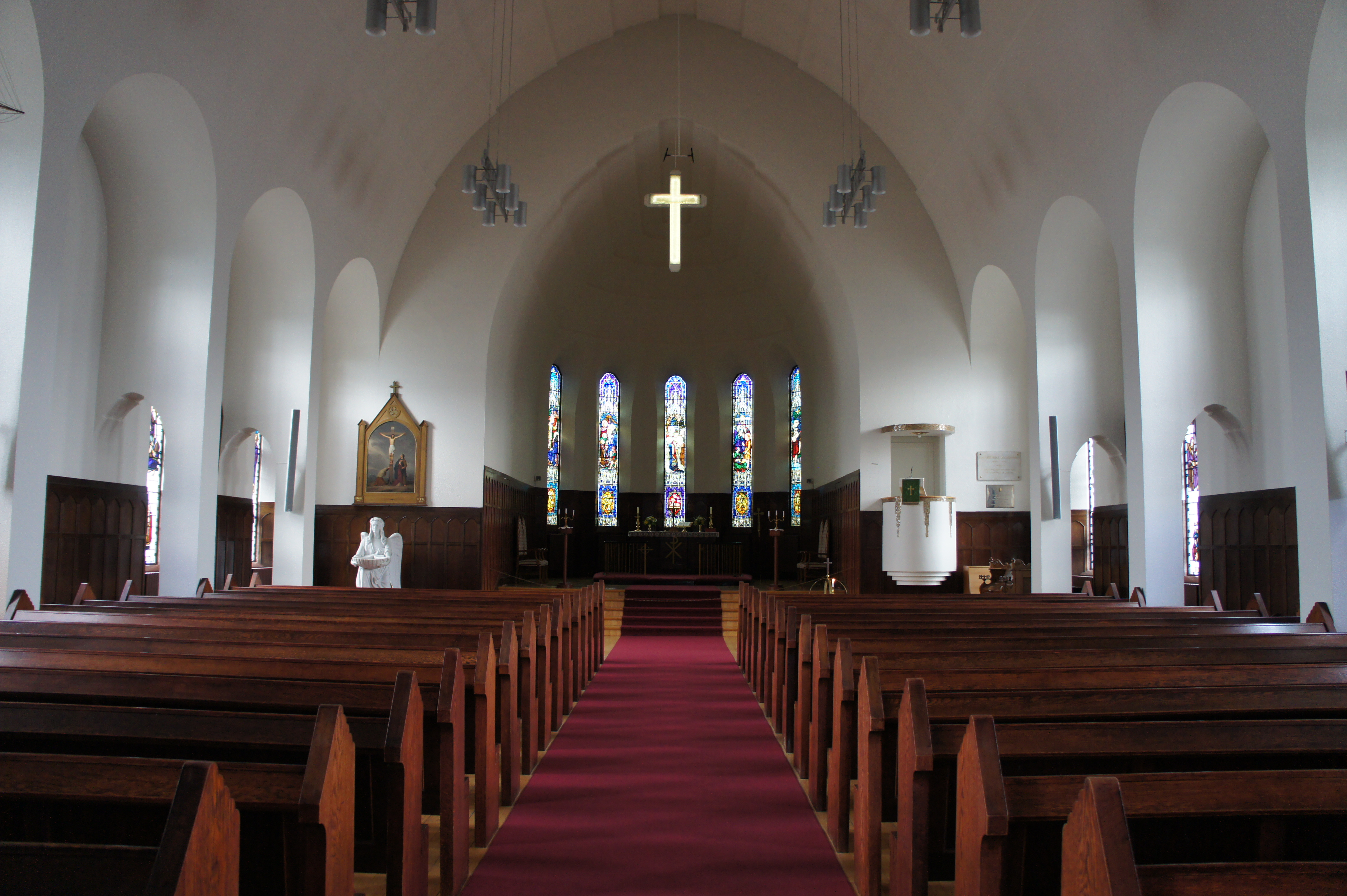
La vetrata centrale del presbiterio adornava in origine la cattedrale di Coventry.